# 盖格人
盖格人是阿尔巴尼亚人的两个主要族群之一，另一个是托斯克人，他们在文化、方言、社会和宗教特征上存在一些小的差异。盖格人分布在阿尔巴尼亚北部（什昆宾河以北地区）、科索沃、北马其顿、塞尔维亚和黑山。盖格人讲盖格方言，这是阿尔巴尼亚语的两大方言之一（另一种是托斯克方言）。盖格人的社会组织传统上是部落制的，存在几个不同的盖格部落群体。
15世纪初，奥斯曼帝国征服并统治了托斯克人居住的南部地区，而盖格人居住的领土则在20世纪初才受到奥斯曼帝国常规行政管理的影响。因此，盖格人的发展与托斯克人相对隔绝。同样，盖格人的伊斯兰化也不完全，阿尔巴尼亚西北部仍有大量天主教徒。由于盖格部落在阿尔巴尼亚北部的抵抗更为顽强，奥斯曼帝国未能完全征服这些部落。为此，奥斯曼帝国实施拜拉克塔尔体系，授予拜拉克塔尔（旗首）一些特权，以换取他们动员地方武装支持奥斯曼军队的军事行动。